# The Outbursts of Everett True
 (juillet 2020).
Pour les articles homonymes, voir True.
The Outbursts of Everett True (initialement intitulé A Chapter from the Career of Everett True) est un comic strip à deux panneaux créé par AD Condo et JW Raper dont la publication s'est étendue du 22 juillet 1905, au 13 janvier 1927, lorsque Condo dû l'abandonner pour des raisons de santé. 
C'était alors un des comic strip les plus populaires de la Newspaper Enterprise Association.  Par la suite, à part des apparitions occasionnelles dans Alley Oop en 1969, il a été largement oublié jusqu'en 1983, date à laquelle l'une des collections a été réimprimée. L'écrivain de bande dessinée Tony Isabella et divers artistes ont alors employé le personnage dans de nouveaux comics pour le Comics Buyers' Guide et The Comics Journal. Dans cette modernisation, Everett True a dirigé ses explosions vers les artistes, écrivains, éditeurs et distributeurs de bandes dessinées. En 2015, une nouvelle collection a été publiée sous le titre Outbursts of Everett True avec une introduction de Trevor Blake.  

## Personnages et histoire
Le strip original a pour personnage principal un homme colérique d'âge moyen, appelé Everett True. Il est généralement vêtu d'un costume et d'un chapeau melon. Cette apparence est déjà archaïque pour l'époque et revêt une teneur comique. Sans son chapeau, il était complètement chauve. Dans les premiers strips, il était modérément costaud mais devint dans les de plus en plus corpulent. Il fumait souvent un cigare court.  
Le premier panneau de chaque bande a généralement quelqu'un qui gêne ou ennuie True, comme un passant innocent ou un animal. Dans le deuxième panneau, il explose d'une colère violente contre l'autre personnage. Dans les premiers strips, il s'agit généralement d'une diatribe décomplexée pour exprimer ce que des lecteurs auraient souhaiter exprimer dans la même situation, sans toutefois le faire par politesse. Parfois, c'est accompagné de commentaires de passants dans des bulles tels que « C'est comme ça que j'aime entendre un homme parler » ou « J'aimerais pouvoir en distribuer un comme ça ».  
Les bandes ultérieures ont un caractère plus burlesque, impliquant notamment Everret True battant le deuxième personnage de façon comique. Le seul personnage qui inverse parfois la tendance est sa femme, qui semble parfois le réprimander ou le battre pour un comportement inacceptable. 

## Adaptations
L'American Bioscope Company a réalisé une série de courts métrages muets mettant en vedette Everett True, dont le premier, Everett True Breaks Into The Movies, est sorti en 1916, avec Robert Bolder dans le rôle d'Everett et Paula Reinbold dans le rôle de Mme True,.   